# Peter Just
Peter Just (* 5. Februar 1965 in Bratislava, Tschechoslowakei) ist ein ehemaliger deutscher Eishockeyspieler, der unter anderem für den ECD Iserlohn und Mannheimer ERC in der Bundesliga aktiv war. 

## Karriere
Peter Just begann seine Profilaufbahn in der Saison 1983/84 beim ECD Iserlohn in der Bundesliga. Ein Jahr später wechselte er zum Mannheimer ERC, mit dem er in der Spielzeit 1984/85 bis ins Finale der Playoffs einzog und deutscher Vizemeister wurde. Der Stürmer erzielte dabei neun Treffer, konnte daran in der folgenden Saison aber nicht anknüpfen, sodass er sich nicht langfristig in der höchsten deutschen Spielklasse durchsetzen konnte.
Nachdem er in seiner zweiten Saison in Mannheim torlos geblieben war, wechselte er zur Spielzeit 1986/87 in die Oberliga zum Heilbronner EC. Ein Jahr später schloss er sich dem Zweitligisten EHC 80 Nürnberg an. Gemeinsam mit Pavel Richter und Martin Müller bildete er die Paradereihe der Nürnberger und gehörte vier Jahre lang zu den erfolgreichsten Scorern der Mannschaft.
Mit dem ESC Wolfsburg stieg er in der Spielzeit 1991/92 in die Oberliga ab. Er blieb dem Verein auch in der dritthöchsten Spielklasse erhalten, wo ihm eine 100-Punkte-Saison gelang. Die Saison 1993/94 verbrachte der Stürmer beim ESC Wedemark, bevor er für ein weiteres Jahr zum inzwischen wieder zweitklassigen EC Wolfsburg zurückkehrte. Nach Stationen beim Herner EV, dem EHC Salzgitter und Eintracht Braunschweig legte er eine einjährige Pause ein, bevor er nach der Spielzeit 1998/99 beim EHC Wolfsburg seine Karriere beendete.

## Karrierestatistik
(Legende zur Spielerstatistik: Sp oder GP = absolvierte Spiele; T oder G = erzielte Tore; V oder A = erzielte Assists; Pkt oder Pts = erzielte Scorerpunkte; SM oder PIM = erhaltene Strafminuten; +/− = Plus/Minus-Bilanz; PP = erzielte Überzahltore; SH = erzielte Unterzahltore; GW = erzielte Siegtore; 1 Play-downs/Relegation; Kursiv: Statistik nicht vollständig); 2außer Saison 1998/99; 3nur Saison 1998/99

## Familie
Peter Just ist der Vater von Robin Just, der ebenfalls als professioneller Eishockeyspieler aktiv ist und unter anderem viele Jahre in der 2. Bundesliga bzw. DEL2 spielte.